# Stade Cacique Diriangén
L'Estadio Cacique Diriangén est un stade de football situé à Diriamba, au Nicaragua.
Le Diriangén Fútbol Club joue notamment ses matchs de football dans cette enceinte d'une capacité de 7 500 places.